# Lichtenberg-Medaille
Die Lichtenberg-Medaille ist die höchste Auszeichnung der Akademie der Wissenschaften zu Göttingen, die sie in Erinnerung an den Göttinger Gelehrten Georg Christoph Lichtenberg stiftete. Sie wurde seit 2004 jährlich, zuletzt aber unregelmäßig „an besonders hervorragende und in der Öffentlichkeit angesehene Wissenschaftler“ verliehen. Der Preisträger erhält eine Goldmedaille und eine Urkunde.
Die Akademie wählt den Preisträger auf Vorschlag entweder der Mathematisch-Physikalischen oder der Philologisch-Historischen Klasse aus. Das Vorschlagsrecht wechselt zwischen den beiden Klassen.

## Preisträger
- 2004 Paul Kirchhof, Richter des Bundesverfassungsgerichts a. D.
- 2005 Carl Djerassi, Chemiker und Schriftsteller
- 2006 Peter Bieri, Professor für Philosophie, Romanautor
- 2007 Arnold Esch, Historiker und Schriftsteller
- 2008 Roald Hoffmann, Chemiker und Chemie-Nobelpreisträger
- 2009 Christian Meier, Althistoriker
- 2010 Bert Hölldobler, Verhaltensforscher und Soziobiologe
- 2011 Antonio Pau Pedrón, spanischer Jurist und Literat
- 2012 Helmut Schwarz, deutscher Chemiker
- 2013 Joshua Rifkin, US-amerikanischer Musikwissenschaftler
- 2014 Lorraine Daston, US-amerikanische Wissenschaftshistorikerin
- 2015 Dieter Grimm, deutscher Rechtswissenschaftler
- 2017 James G. Anderson, US-amerikanischer Klimatologe
- 2019 Andrea Wulf, deutsch-britische Kultur- und Wirtschaftshistorikerin
- 2022 Douglas R. Hofstadter, US-amerikanischer Physiker, Informatiker und Kognitionswissenschaftler
- 2023 Carlo Masala, deutscher Politikwissenschaftler
- 2025 Matthias Tschöp, deutscher Neuroendokrinologe[1]